# Chengdu Blades
Chengdu Blades Football Club was een Chinese voetbalclub uit Chengdu. De club werd opgericht in 1996 als Chengdu Wuniu. De thuiswedstrijden werden gespeeld in het Chengdu Sports Center, dat plaats biedt aan 42.000 toeschouwers. De clubkleuren waren rood-wit.
In 2001 kwam de club in opspraak in een matchfixingschandaal. In 2006 werd Sheffield United de eigenaar van de club en de naam en uitingen werden veranderd. In 2008 en 2009 speelde Chendu in de Super League. Voorafgaand aan het seizoen 2010 werd de club teruggezet naar de naar de Jia League vanwege matchfixing. Het eigendom ging over naar Hung Fu Enterprise Co., Ltd en Scarborough Development (China) Co., Ltd en de club speelde in 2011 nog één seizoen in de Super League waar het direct weer uit degradeerde. In 2013 werd de Tiancheng Investment Group de eigenaar en op 4 januari 2015 ging de club vanwege financiële problemen in vereffening.

## Historische namen
- 1996: Chengdu Wuniu
- 2000: Chengdu Wuniu Guotang
- 2002: Chengdu Taihe
- 2005: Chengdu Blades
- 2015: Chengdu Tiancheng